# مقاطعة فورست (ميسيسيبي)
مقاطعة فورست هي مقاطعة في مسيسيبي، بلغ عدد سكانها 74٬934  نسمة، في 2010، عاصمتها هاتيسبورغ، تبلغ مساحتها 1٬218 كيلومتر مربع.

## الموقع
تشترك في الحدود مع:
- مقاطعة كوفينغتون (ميسيسيبي)
- مقاطعة بيرل (ميسيسيبي)
- مقاطعة ستون (ميسيسيبي)
- مقاطعة بيري (ميسيسيبي)
- مقاطعة لامار (ميسيسيبي).

## التقسيمات الإدارية
- هاتيسبورغ.